# Château de la Morinière
Pour les articles homonymes, voir Morinière.
Le château de la Morinière est un château situé à Soulaines-sur-Aubance, en France.

## Localisation
Le château est situé dans le département français de Maine-et-Loire, sur la commune de Soulaines-sur-Aubance,.

## Historique
L'édifice est classé au titre des monuments historiques en 1988.